# Calderer
El calderer era un menestral que tenia l'ofici de fer calderes o peroles i altres atuells d'aram. N'hi havia un nombre important a Barcelona i algun a Lleida, a Girona, etc.